# Уилсон, Вивиан Дженна
Ви́виан Дже́нна Уи́лсон (англ. Vivian Jenna Wilson, урождённая Ксавьер Александр Маск (англ. Xavier Alexander Musk); род. 15 апреля 2004 года) — старшая дочь американского миллиардера и политика Илона Маска и его первой жены, канадской писательницы Джастин Маск (Уилсон). Родившись мальчиком, в 2020 году с согласия родителей она совершила трансгендерный переход. Последующие ссора и разрыв с отцом, как считают исследователи, стали ключевым фактором изменений вправо политических взглядов последнего.

## Ранние годы
Илон Маск и Джастин Уилсон познакомились во время учёбы в Королевском университете в канадском Кингстоне в 1991 году. Но брак пара заключила много позже — в 2000 году в Калифорнии. В то время они жили скромно, деля одну квартиру с двумя соседями. В 2002 году у пары родился сын Невада, однако он умер от синдрома внезапной детской смерти в возрасте 10 недель. Следующая беременность, полученная с помощью экстракорпорального оплодотворения, 15 апреля 2004 года привела на свет двух разнояйцевых мальчиков-близнецов Ксавьера и Гриффина. Имя для первого ребёнка было выбрано в честь любимого героя Маска из комиксов «Люди Икс». Ещё через два года тем же путём у пары родилась тройня мальчиков — Дамиан, Саксон и Кай. Брак не был удачным и в 2008 году родители развелись, разделив опеку над детьми поровну.
Ксавьер с детского возраста проявлял женские черты поведения. С 2014 по 2018 год дети пары посещали школу «Ad Astra», основанную Илоном Маском при SpaceX в городе Хоторне, находящемся в составе агломерации Большой Лос-Анджелес. В ней практиковалась особая форма преподавания, при которой большое внимание уделялось естественным наукам, математике, инженерии и этике, но в то же время не было занятий спортом, музыкой или иностранными языками. При этом к 14 годам дети Маска не умели переходить дорогу. В это время дети были переведены отцом в другое частное образовательное учреждение — «Crossroads». Илон Маск объяснял это необходимостью «познакомить их с настоящей старшей школой».

## Отношения с отцом, каминг-аут и последующие события
В то время как отношения с матерью у Вивиан хорошие, общение с отцом у неё не складывалось. Во взрослом возрасте она отмечала, что Илон Маск мало времени уделял детям, большей частью оставляя их на попечение нянек и матери. Он также был «холоден, очень быстро впадал в гнев, был безразличен и самовлюблён». Вивиан жаловалась прессе, что Маск с детства постоянно терроризировал её за «женоподобную» манеру поведения. Например, заставляя говорить «более мужественным голосом».
В получившем широкую огласку интервью Teen Vogue Уилсон рассказывала: «Однажды ночью, это было в 11 часов вечера, я сказала, что точно знаю, что я транс. К тому моменту я знала об этом уже несколько месяцев, и я подумала: „Я не могу, блядь, больше этого делать“. В тот момент половое созревание набирало обороты, и все в моей жизни начало рушиться. У меня постоянно случались нервные срывы посреди уроков». После этого Уилсон рассказала о случившемся в Instagram, однако с тех пор она также выразила сожаление, что не рассказала сразу об этом своей матери. Как сообщается, её мать очень поддержала её переход, и её реакция на каминг-аут была перефразирована как «Да, это очевидно». Её отец не был столь благосклонен к ней, и, по словам Уилсон, она не разговаривала с ним несколько месяцев, но попросила его разрешения, чтобы начать прием блокаторов тестостерона и гормональной терапии.
По свидетельству Вивиан, ей несколько месяцев пришлось упрашивать отца дать согласие на её терапию, блокирующую половое созревание. В итоге Маск всё же подписал разрешение, дважды перечитав формуляр. В июле он опубликовал в «Твиттере» запись «Местоимения — отстой», намекая на практику указания в профилях в соцсетях предпочитаемых местоимений. После критики со стороны Граймс Маск удалил пост. В декабре Маск опубликовал в «Твиттере» карикатуру с интернет-мемом, изображающую обмазывающегося кровью солдата на фоне сражения с подписью: «Когда ты пишешь в профиле: он/его». После шквала критики миллиардер начал оправдываться, написав, что не имеет ничего против трансгендерных людей, но назвав «эстетическим кошмаром» предпочитаемые местоимения. Примерно с этого времени Вивиан прекратила всякое общение с отцом.
В конце 2021 года Маск начал публично выступать против «воук-культуры», назвав её «вирусом разума» и убийцей юмора. Под этим понятием сторонники правых идей имеют в виду совокупность лево-либеральных взглядов на ряд социальных вопросов, в том числе на транс-переход. Макс объявил себя борцом с этим «антинаучным, антидобродетельным и античеловечным вирусом». Значительное влияние на эту позицию оказала ссора с Вивиан.
Сразу после достижения 18 лет весной 2022 года Вивиан обратилась в суд, в результате которого она сменила фамилию Маск на девичью фамилию матери. Она мотивировала это тем, что не живёт с отцом и не хочет иметь с ним ничего общего. Вивиан также не приехала на семейную встречу по поводу рождения единокровного брата. Весной же Маск обвинил Демократическую партию США в поддержке «воук-культуры», и заявил, что отныне будет голосовать за республиканцев. Также он поддержал крайне правого президента Бразилии Жаира Болсонару. С этого начался политический дрейф Маска вправо.
Разрыв с отцом Вивиан объясняла неприятием отцом её трансгендерности. В то время как Илон Маск ссылался на «радикальные» левые убеждения дочери, вредное влияние «воук-культуры» и «насаждения прогрессивной политкорректности», Вивиан заявляла, что «ненавидит отца и всё, что с ним связано». По свидетельству Илона Маска, разрыв стал одним из самых тяжёлых моментов в его жизни. Исследователи также отмечают, что это стало одной из основных причин его политической трансформации.
11 июня 2022 года Маск опубликовал твит: «Нам говорят, что гендерных различий не существует, но вместе с тем и что различия между гендерами настолько велики, что единственный выход — необратимая операция. Возможно, кто‐то, кто мудрее меня, может объяснить это противоречие». Но потом: «Мир станет лучше, если мы будем поменьше судить других». А на следующий день: «С Днём отца! Я очень люблю всех своих детей».
В ноябре Илон Маск смягчил политику «Твиттера» относительно мисгендеринга — формы психологического насилия над трансгендерными людьми.
На рождество 2022 года Маск помирился с сыновьями Гриффином, Дамианом и Каем. На сообщение тёти о том, что её очень не хватало на общесемейном празднике, Дженна ответила «Спасибо, это много для меня значит». В тот же месяц Маск опять высмеял тему местоимений в «Твиттере».
В 2023 году Илон Маск выступил против медикаментозной терапии трансгендерных подростков. Он также призвал признать преступниками специалистов, помогающих в этом. И продолжил активно высказываться против местоимений. Кроме того, Маск начал продвигать в «Твиттере» контент, направленный против трансгендерных людей, и отменил правила против их травли.
Летом 2024 года Илон Маск объявил, что выводит свой бизнес из Калифорнии в ответ на принятие штатом нового закона, который запрещал учителям без согласия ребёнка сообщать его родителям о его гендерной дисфории. Тогда же в соцсетях и СМИ он, назвав Вивиан «мёртвым» мужским именем, заявил, что она «не девочка», что она для него «мертва, убита воук-вирусом». Маск также утверждал, что его обманом заставили дать согласие на её трансгендерный переход. В ответ Вивиан дала своё первое интервью, обвинив отца в «переходе черты». Она рассказала о его малом внимании и жестоком обращении в детстве. Девушка упрекнула отца в том, что он фактически высмеял её суицидальные страхи в детстве, вызванные гендерной дисфорией. Вивиан также отвергла обвинения в обмане. Она подчеркнула, что как взрослый человек она имеет право определять свою жизнь своим собственным выбором. Вивиан дезавуировала попытки объявить её радикальной «марксисткой», хотя и подтвердила свои левые политические взгляды. Граймс публично поддержала свою падчерицу. Вивиан назвала лживой биографию своего отца, выпущенную в августе журналистом Уолтером Айзексоном, упрекнув того в грубом искажении фактов.
На момент 2024 года Вивиан училась в колледже с углублённым изучением иностранных языков. Стало также известно, что по брату отца она имеет трансгендерную сестру.
После победы Дональда Трампа на президентских выборах в 2024 году, Вивиан раскритиковала своего отца, активно поддержавшего его электоральную кампанию, за нацистское приветствие на церемонии инаугурации. Она также выступила против намерений Дональда Трампа отменить федеральные DEI-программы и репрессии против частных компаний, поддерживающих такую политику. Вивиан высказала идею о своём возможном переезде из США в связи с итогами выборов. Она также подвергла критике последующее удаление упоминания трансгендерных людей с сайта национального памятника «Стоунволл-инн», обвинив президента в стирании ЛГБТ-истории.
В 2025 году Уилсон появилась на обложке Teen Vogue. Уилсон также дала длинное интервью Teen Vogue — всего второе интервью в своей жизни.

## Изображение в биографии Илона Маска, написанной Уолтером Айзексоном
Уилсон раскритиковала биографию Илона Маска, написанную Уолтером Айзексоном, как неточную и несправедливую по отношению к ней. По её словам, она была описана как «радикальная марксистка», в то время как другие описывали её как «сердитого, мятежного ребенка, ослепленного радикальной антикапиталистической идеологией и причиняющего боль своему отцу своими необдуманными решениями». В книге она также часто упоминается как «Дженна». Айзексон обратился за информацией к Кристиане Маск, жене брата Илона Кимбала Маска, но так и не связался с Вивиан, прежде чем опубликовать эти утверждения. Айзексон утверждает, что связался с ней через членов семьи.
В серии сообщений на Threads в августе Уилсон заявила, что Айзексон никогда не связывался с ней, и назвала книгу «действительно клеветнической», заявив, что в ней намеренно избегают включения каких-либо свидетельств с её стороны; в пользу тривиализации её транс-идентичности и неверной интерпретации причин прекращения общения, чтобы выставить её «наивной», «глупой» и «неисправимым человеком», чтобы представить её существование как «злодейскую предысторию» для правого политического сдвига её отца.
Позднее Уилсон, отвечая на вопрос Teen Vogue, раскрыла свою точку зрения, сказав, что «у него была цель при написании книги — выставить Илона в хорошем свете или представить его более сложным, чем он есть на самом деле. Для этого ему нужно было очернить трансгендерного подростка и создать впечатление, что в этой истории есть две стороны».